# John E. McLaughlin
John Edward McLaughlin (født 15. juni 1942), var fungerende chef for CIA fra den 12. juli til den 24. september 2004.